# 주필러

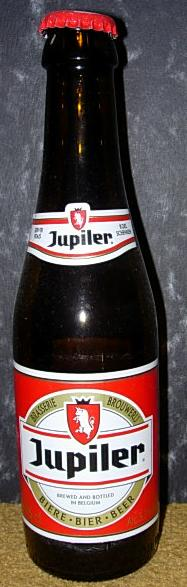
주필러

주필러(Jupiler)는 벨기에의 맥주 브랜드이다.